# Alicia Keys
Alicia Augello Cook (n. 25 ianuarie 1981, New York, S.U.A.) este o cântăreață, actriță, textieră și pianistă americană. Cunoscută sub numele de Alicia Keys, ea a fost crescută de mama sa în cartierul newyorkez Manhattan. La vârsta de șapte ani, Keys a început să cânte muzică clasică la pian, iar în anul 1997 a absolvit Școala Profesională de Artă din New York ca șefă de promoție. Ulterior Alicia a frecventat cursurile Universității Columbia, însă a renunțat la studii pentru a-și putea pregăti debutul discografic.
Primul album al Aliciei Keys, intitulat Songs in A Minor, a fost un succes comercial, fiind comercializat în peste doisprezece milioane de exemplare la nivel mondial. La scurt timp MTV o numea „Cea mai bună debutantă” și „Cea mai bună interpretă de muzică R&B” din anul 2001. La gala premiilor Grammy, ediția anului 2002, interpreta a câștigat cinci trofee, cele mai importante câștiguri fiind la categoriile „Debutul anului” și „Cântecul anului”, pentru „Fallin'”. Cel de-al doilea material discografic al interpretei, The Diary of Alicia Keys, a fost lansat în anul 2003 și a devenit un succes internațional, fiind vândute peste opt milioane de copii. Discul a primit patru premii Grammy în 2005, iar la finele aceluiași an, Keys publica primul său album în concert, intitulat Unplugged, care a debutat pe prima poziție a prestigiosului clasament Billboard 200.
Alicia Keys a debutat în industria cinematografică la începutul anului 2007, odată cu lansarea peliculei Așii din mânecă. Pe parcursul aceluiași an, cel de-al treilea album de studio al interpretei, As I Am, a început să fie comercializat. Discul s-a bucurat de succes, fiind vândut în șase milioane de exemplare și aducându-i interpretei trei premii Grammy. În 2008 Keys a primit o nominalizare la premiile NAACP Image, pentru interpretarea sa din pelicula Viața secretă a albinelor. Cel de-al patrulea material discografic din cariera cântăreței, The Element of Freedom, a fost lansat pe 15 decembrie 2009. Cel de-al cincilea album, Girl on Fire, a fost lansat la 22 noiembrie 2012. A fost urmat de Here (2016), al șaptelea album al său care a ajuns pe primul loc în clasamentul albumelor R&B și Hip-Hop.
Pe parcursul carierei sale, Keys a câștigat numeroase premii și este inclusă în lista celor mai bine vânduți interpreți în Statele Unite, având paisprezece milioane de albume comercializate în regiune. Totuși, la nivel internațional, albumele sale au fost distribuite în peste treizeci de milioane de copii, Alicia Keys devenind unul dintre cei mai bine vânduți muzicieni ai tuturor timpurilor.

## Biografie

### Anii copilăriei și primele activități muzicale (1981 — 2000)
Alicia Augello Cook s-a născut la data de 25 ianuarie 1981 în cartierul Manhattan din New York, fiind singurul copil al familiei sale. Mama sa, cu ascendenți irlandezi și italieni, Teresa Augello, este grefieră și ocazional actriță, iar tatăl său, Craig Cook, este un însoțitor de zbor afroamerican. Într-un interviu acordat tabloidului britanic The Guardian, Keys declara că originile sale diferite i-au permis, pe parcursul carierei, să se exprime în diferite feluri. Părinții săi au divorțat când ea avea doi ani, rămânând în grija mamei, alături de care a copilărit în suburbia newyorkeză Hell's Kitchen. În anul 1985, având patru ani, Alicia Keys a avut o apariție televizată în emisiunea The Cosby Show, unde a cântat alături de un grup de fete. Pe parcursul copilăriei Keys a urmat cursuri de canto și dans, fiind îndrumată de mama sa. La vârsta de șapte ani, micuța Alicia cânta la pian muzică clasică, admirând compozitori celebri precum Ludwig van Beethoven, Wolfgang Amadeus Mozart sau Frédéric Chopin. În anul 1993 Alicia Keys era înscrisă la școala Professional Performing Arts School, unde s-a alăturat unui cor, iar la paisprezece ani tânăra interpretă scria propriile cântece. După trei ani de studii la respectiva instituție școlară, Keys a devenit șefă de promoție, obținând un certificat „valedictorian”. La vârsta de șaisprezece ani Alicia Keys era admisă la Universitatea Columbia și semna un contract de management cu o casă de înregistrări de renume, Columbia Records; ulterior interpreta a încercat să găsească un echilibru între cele două, însă a renunțat la studii pentru a-și putea pregăti debutul discografic.
Pe parcursul anului 1997 Keys a obținut un nou contract, oferit de producătorul muzical Jermaine Dupri și de compania acestuia, So So Def Recordings. Ulterior interpreta a înregistrat o piesă, intitulată „The Little Drummer Girl”, care a fost inclusă pe un album de compilație al casei de înregistrări. De asemenea, Keys a ajutat la compunerea cântecului „Dah Dee Dah (Sexy Thing)”, compoziție care a fost inclusă pe coloana sonoră a filmului Bărbații în negru (1997). În ciuda faptului că această piesa era prima înregistrare profesionistă din cariera tinerei interprete, ea nu a fost niciodată lansată pe disc single; la scurt timp contractul Aliciei Keys cu Columbia a fost anulat, din pricina unor neînțelegeri. În încercarea sa de a se afirma, cântăreața l-a întâlnit pe Clive Davis, producător care a văzut ceva „special și unic” în ea. Davis i-a oferit acesteia un contract cu Arista Records, companie care s-a desființat la scurt timp. Totuși, Clive Davis a format o nouă casă de înregistrări în anul 2000, J Records, iar Keys a obținut ulterior un contract. Începând să înregistreze diferite cântece, interpreta a purtat ,pentru o scurtă perioadă de timp, numele de scenă Wilde, însă la scurt timp s-a răzgândit, purtând numele Keys. La începutul anului 2000 interpreta a înregistrat două cântece noi: „Rock wit U” și „Rear View Mirror”, compoziții care au fost incluse pe coloanele sonore ale filmelor Shaft și Dr. Dolittle 2.

### Debutul discografic și «Songs in A Minor» (2001 — 2002)

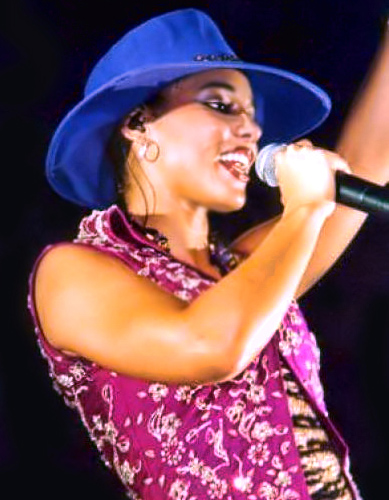
Alicia Keys în concert;
(Frankfurt — 2002)

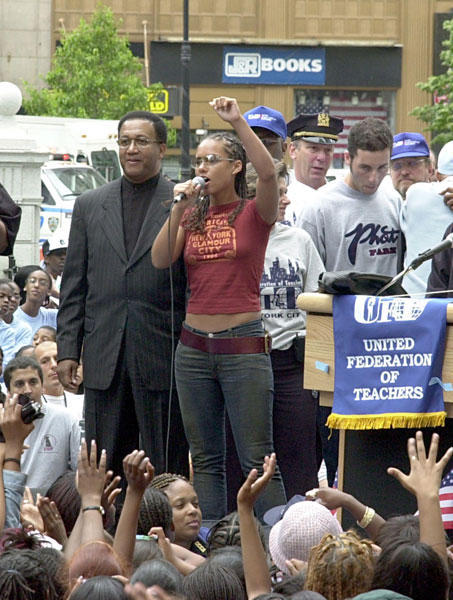
Alicia Keys protestând în 2002 la New York

Albumul de debut al Aliciei Keys a fost lansat la data de 5 iunie 2001, sub reprezentarea casei de înregistrări J Records. Acesta, intitulat Songs in A Minor, a fost înregistrat cu ajutorul unor producători precum Jermaine Dupri, Brian McKnight sau Miri Ben-Ari, iar Keys a contribuit la producerea majorității pieselor de pe album. Abordarea stilistică a discului cuprinde elemente de muzică R&B, soul și jazz. Într-un interviu acordat publicației americane Billboard Keys numea discul „o fuziune între tehnicile mele clasice, muzica pe care o ascultam în copilărie și diversele experiențe din viața mea.” Albumul Songs in A Minor a debutat pe prima poziție în clasamentul Billboard 200, fiind comercializat în peste 236,000 de exemplare în prima săptămână de la lansare. Ulterior, materialul a primit șase discuri de platină în S.U.A., confirmând vânzări de peste 6 milioane de exemplare. De asemenea, la nivel internațional, discul a câștigat popularitate, fiind consemnate doisprezece milioane de copii vândute. În timp ce popularitatea Aliciei Keys creștea, atât în țara sa natală, cât și pe plan mondial, postul de televiziune MTV o numea „Cea mai bună debutantă” și „Cea mai bună interpretă de muzică R&B” din anul 2001. Primul disc single al interpretei, intitulat „Fallin'”, a fost lansat în iulie 2001; acesta a câștigat popularitate în țările anglofone, sporind succesul albumului de proveniență.
Cel de-al doilea cântec promovat de pe albumul Songs in A Minor, intitulat „A Woman's Worth”, s-a bucurat de succes în S.U.A., ocupând poziția cu numărul șapte în prestigiosul clasament Billboard Hot 100. Pentru a spori popularitatea albumului său de debut, Alicia Keys a mai lansat două piese în format de disc single: „How Come You Don't Call Me” și „Girlfriend”, însă acestea nu s-au bucurat de succesul scontat.
Discul Songs in A Minor a ajutat-o pe Alicia Keys să câștige cinci trofee la Gala Premiilor Grammy din 2002: „Cel mai bun cântec”, „Cea mai bună cântăreață de muzică R&B”, „Cel mai bun cântec R&B” pentru șlagărul „Fallin'”, „Cel mai bun album de muzică R&B” pentru Songs in A Minor și „Cel mai bun debut”. De asemenea, piesa „Fallin'” a primit și o nominalizare la categoria „Înregistrarea anului”, Alicia Keys devenind cea de-a doua cântăreață ce a reușit să câștige cinci premii Grammy într-o singură noapte, prima fiind Lauryn Hill. Pe parcursul aceluiași an Keys a colaborat cu interpreta de muzică pop Christina Aguilera în vederea producerii unui cântec pentru albumul acesteia, Stripped. Piesa, intitulată „Impossible”, a fost scrisă și co-produsă de Keys, care a înregistrat și vocea secundară. Pe parcursul anului 2002 interpreta a avut mici apariții în seriale de televiziune din S.U.A. precum Farmece sau Visuri americane.

### Evoluția muzicală și materiale discografice noi (2002 — 2005)
Alicia Keys a revenit cu un nou material discografic, intitulat The Diary of Alicia Keys, la doi ani de la debut, în decembrie 2003. Discul a câștigat prima poziție în clasamentul Billboard 200, fiind comercializat în peste 618,000 de exemplare în primele șapte zile; acesta a stabilit un nou record pentru cele mai mari vânzări înregistrate de o cântăreață în prima săptămână de la lansare (în anul 2003). Ulterior materialul discografic a primit patru discuri de platină în S.U.A., acordate pentru vânzări de peste patru milioane de exemplare. De asemenea, The Diary of Alicia Keys a fost comercializat în opt milioane de exemplare la nivel internațional, ocupând poziția cu numărul șase în clasamentul celor mai de succes albume, respectiv locul secund în ierarhia celor mai cunoscute albume de muzică R&B, ambele categorii referindu-se la recordurile feminine.

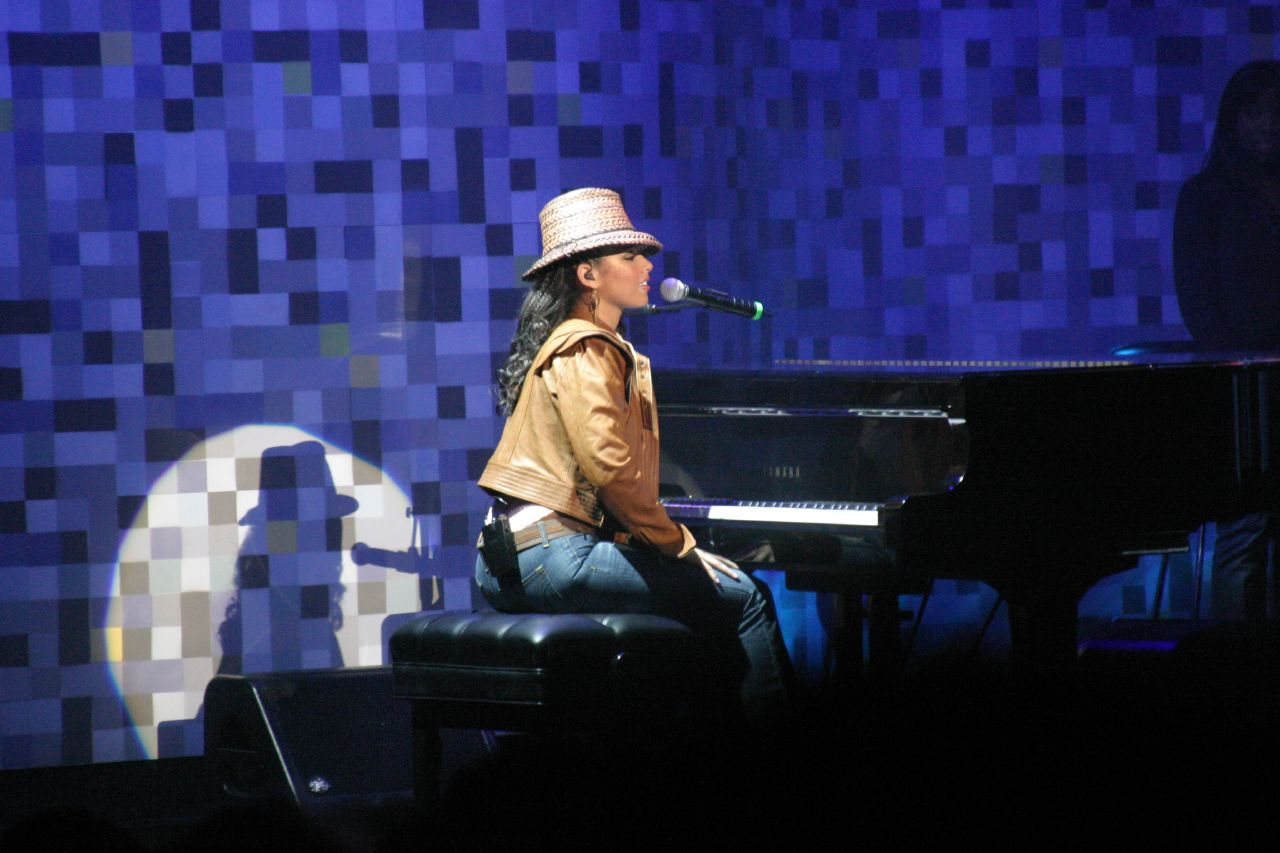
Keys în concert la Consumer Electronics Show, 2004

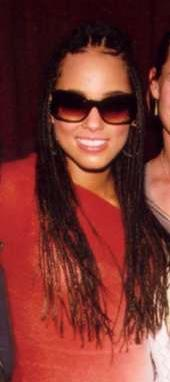
Alicia Keys în 2004.

Primele cântece lansate pe disc single, „You Don't Know My Name” și „If I Ain't Got You”, s-au bucurat de succes în clasamentele de specialitate din S.U.A., Billboard Hot 100 consemnându-le prezența constant. Următoarele două piese promovate, „Diary” și „Karma” au evoluat mediocru în clasamente, iar șlagărul „If I Ain't Got You” a devenit prima compoziție a unei cântărețe care să rămână, fără întrerupere, în ierarhia Hot R&B/Hip-Hop Songs, pentru o perioadă mai mare de un an.
Pe parcursul anului 2004 Alicia Keys a câștigat premiul „Cel mai bun videoclip R&B”, oferit în cadrul Galei MTV Video Music Awards pentru producția „If I Ain't Got You”. În cadrul aceleiași ceremonii, Keys a avut un recital împreună cu Lenny Kravitz și Stevie Wonder, interpretând piesa „Higher Ground”. La finele anului 2004 interpreta a publicat propriul roman, intitulat Tears for Water: Songbook of Poems and Lyrics, o colecție de poezii și versuri. Titlul cărții este, conform propriilor sale declarații, fundația poeziilor sale, pentru că „toate poeziile pe care le-am scris până acum provin din lacrimile mele de bucurie, durere, suferință, depresie”. Cartea a devenit un succes comercial în S.U.A., adunând peste 500,000 de dolari americani. Ulterior, cartea a fost inclusă în lista celor mai de succes produse ale anului 2005, în ierarhia întocmită de publicația The New York Times. în anul următor, Keys a câștigat din nou premiul „Cel mai bun videoclip R&B”, oferit în cadrul Galei MTV Video Music Awards, de această dată pentru „Karma”. De asemenea, Keys a urcat încă o dată pe scena acestei ceremonii, pentru a cânta „If I Ain't Got You”, ulterior făcând un duet cu Jamie Foxx și Quincy Jones la Gala Premiilor Grammy. Cei trei au interpretat o preluare a șlagărului „Georgia on My Mind”, de Ray Charles. În aceeași seară, Keys a câștigat patru premii Grammy: „Cea mai bună cântăreață de muzică R&B” pentru „If I Ain't Got You”, „Cel mai bun cântec R&B” pentru „You Don't Know My Name”, „Cel mai bun album de muzică R&B” pentru The Diary of Alicia Keys și „Cea mai bună colaborare R&B” pentru „My Boo” (o colaborare cu Usher).
Alicia Keys a susținut un concert live la Brooklyn Academy of Music în iulie 2005, recital care a fost ulterior imprimat pe CD și DVD, fiind lansat sub numele Unplugged. Discul conține interpretări reorchestrate ale celor mai cunoscute șlagăre ale interpretei, dar și câteva preluări. Materialul discografic a debutat pe prima poziție a clasamentului Billboard 200, fiind comercializat în 196,000 de exemplare în săptămâna lansării. Ulterior, Unplugged a primit discul de platină în S.U.A., fiind comercializat în peste un milion de copii în țara natală a interpretei. Primul cântec promovat de pe acest album, intitulat „Unbreakable”, a câștigat poziția cu numărul treizeci și patru în ierarhia Billboard Hot 100. Următorul disc single, „Every Little Bit Hurts”, reprezintă o preluare după șlagărul Brendei Holloway, care nu s-a bucurat de succes comercial.
Pe parcursul anului 2005 Alicia Keys și-a deschis propriul studio de înregistrări, în Long Island, New York City, numit The Oven Studios. Interpreta deține drepturi egale asupra acestei proprietăți împreună cu producătorul Kerry "Krucial" Brothers. Studioul a fost proiectat de arhitectul John Storyl, care a lucrat și la proiectarea studiourilor marca Jimi Hendrix. De asemenea, Keys și Brothers sunt cofondatorii unei echipe de producători muzicali, numită KrucialKeys Enterprises.

### Debutul în industria filmului și «As I Am» (2006 — 2008)

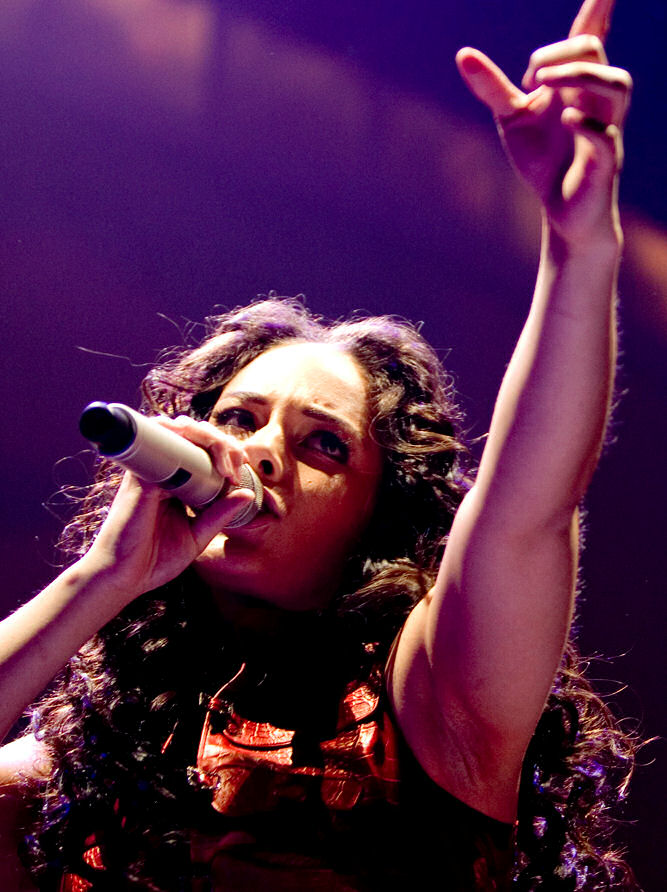
Alicia Keys în concert
(Lisabona — 19 martie 2008);

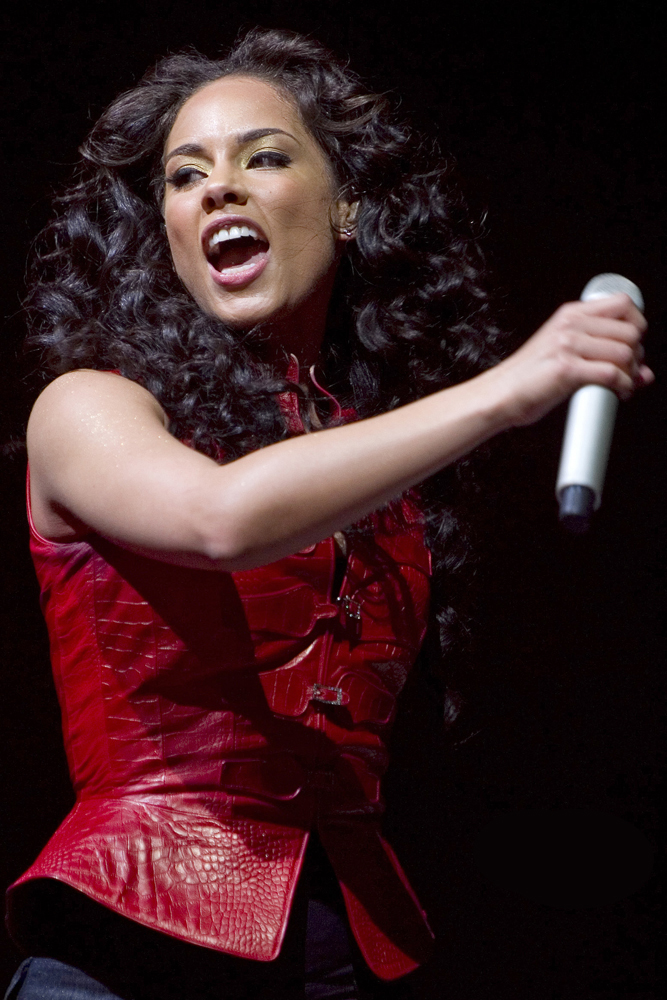
Alicia Keys în concert
(Lisabona, Portugalia — 19 martie 2008)

La începutul anului 2006, Keys a câștigat trei premii NAACP Image, două fiind la categoriile „Cea mai bună cântăreață”, respectiv „Cel mai bun cântec” pentru „Unbreakable”. De asemenea, ea a primit trofeul Starlight Award, din partea asociației „Songwriters Hall of Fame”. În octombrie 2006, Keys a înregistrat vocea personajului Mommy Martian în emisiunea pentru copii The Backyardigans, însă a cântat și o piesă nouă, intitulată „Almost Everything Is Boinga Here”. La finele aceluiași an Keys a suferit o depresie ușoară, în urma decesului bunicii sale. Ulterior interpreta a călătorit, pentru trei săptămâni, în Egipt. Într-un interviu Keys declara: „Călătoria a fost, cu siguranță, cel mai determinant lucru pe care l-am făcut în viața mea, până în momentul de față. Era o perioadă foarte grea și ajunsesem la stadiul în care aveam nevoie — realmente — să evadez, sincer. Am fost nevoită să fug cât mai departe cu putință.”
Alicia Keys a debutat în industria cinematografică la începutul anului 2007, odată cu lansarea peliculei Așii din mânecă. Avându-i ca și colegi de platou pe Ben Affleck și Andy García, Keys a primit rolul unei asasine pe nume Georgia Sykes, interpretare care i-a adus stima colaboratorilor filmului. Actorul Ryan Reynolds aclama naturalețea interpretei, spunând despre ea că a „surprins pe toată lumea”. În același an, Keys a primit un alt rol, în comedia Jurnalul unei dădace, bazată pe cartea omonimă, lansată în 2002. De asemenea, Keys a apărut și într-unul dintre primele episoade ale serialului televizat Imperiul familiei Duque.
În noiembrie 2007, Keys și-a reluat activitatea în planul muzical, lansând cel de-al treilea album de studio din cariera sa. Intitulat As I Am, discul a debutat pe prima poziție a clasamentului Billboard 200, fiind comercializat în 742,000 de exemplare în săptămâna lansării. Discul a obținut cele mai mari vânzări — pe o perioadă de șapte zile — din întreaga sa carieră, ajutând-o pe Keys să egaleze recordul deținut de Britney Spears în domeniul celor mai multe debuturi consecutive, direct pe prima poziție, în clasamentul Billboard. As I Am a fost comercializat în aproape patru milioane de copii în S.U.A., primind trei discuri de platină din partea RIIA. De asemenea, pe plan internațional au fost vândute aproximativ șase milioane de exemplare. Ca rezultat al succesului comercial și critic, discul As I Am a primit cinci nominalizări în cadrul galei premiilor American Music, câștigând la două categorii. Primul disc single promovat de pe acest album, intitulat „No One”, a devenit cel de-al treilea șlagăr al interpretei clasat pe prima poziție în ierarhia Billboard Hot 100 și cel de-al cincilea în lista Hot R&B/Hip-Hop Songs. Următoarele trei cântece lansate de pe discul As I Am, „Like You'll Never See Me Again”, „Teenage Love Affair” și „Superwoman”, s-au bucurat de succes moderat în țările vorbitoare de limba engleză, sporind popularitatea albumului de proveniență.
Șlagărul „No One” a fost desemnat câștigător la categoriile „Cea mai bună interpretare R&B” și „Cel mai bun cântec R&B”, la Gala Premiilor Grammy 2008. În cadrul aceleiași ceremonii Keys a susținut un scurt recital, aducându-i un omagiu lui Frank Sinatra; de asemenea ea a avut un duet cu John Mayer, dar și o interpretare a șlagărului „No One”. În aceeași seara Keys a fost desemnată „Cea mai bună cântăreață de muzică R&B” în cadrul premiilor Grammy. Ulterior interpreta a semnat câteva contracte de promovare cu câteva companii americane precum American Express sau Energy Brands. La finele anului 2008 Keys a colaborat cu chitaristul formației americane de rock alternativ The White Stripes, Jack White, pentru a realiza coloana sonoră a filmului James Bond, Quantum of Solace. Piesa, intitulată „Another Way to Die” s-a bucurat de succes comercial în majoritatea țărilor în care a fost lansată. La finele anului 2008 Alicia Keys juca într-o nouă producție cinematografică, intitulată Viața secretă a albinelor. Rolul i-a adus interpretei o nominalizare la premiile NAACP Image, categoria „Cea mai bună actriță într-un rol secundar”. Ulterior, pe plan muzical, Keys a fost inclusă în clasamentul All-Time Top Artists al revistei Billboard, care ținea evidența celor mai prolifici cântăreți din istoria S.U.A., cântăreața ocupând un onorabil loc optzeci. De asemenea, la Gala premiilor Grammy, ediția 2009, șlagărul „Superwoman” a fost răsplătit cu un trofeu la categoria „Cea mai bună interpretare R&B”, Keys primind și alte două nominalizări.

### «The Element of Freedom» și căsnicia (2009 — 2011)

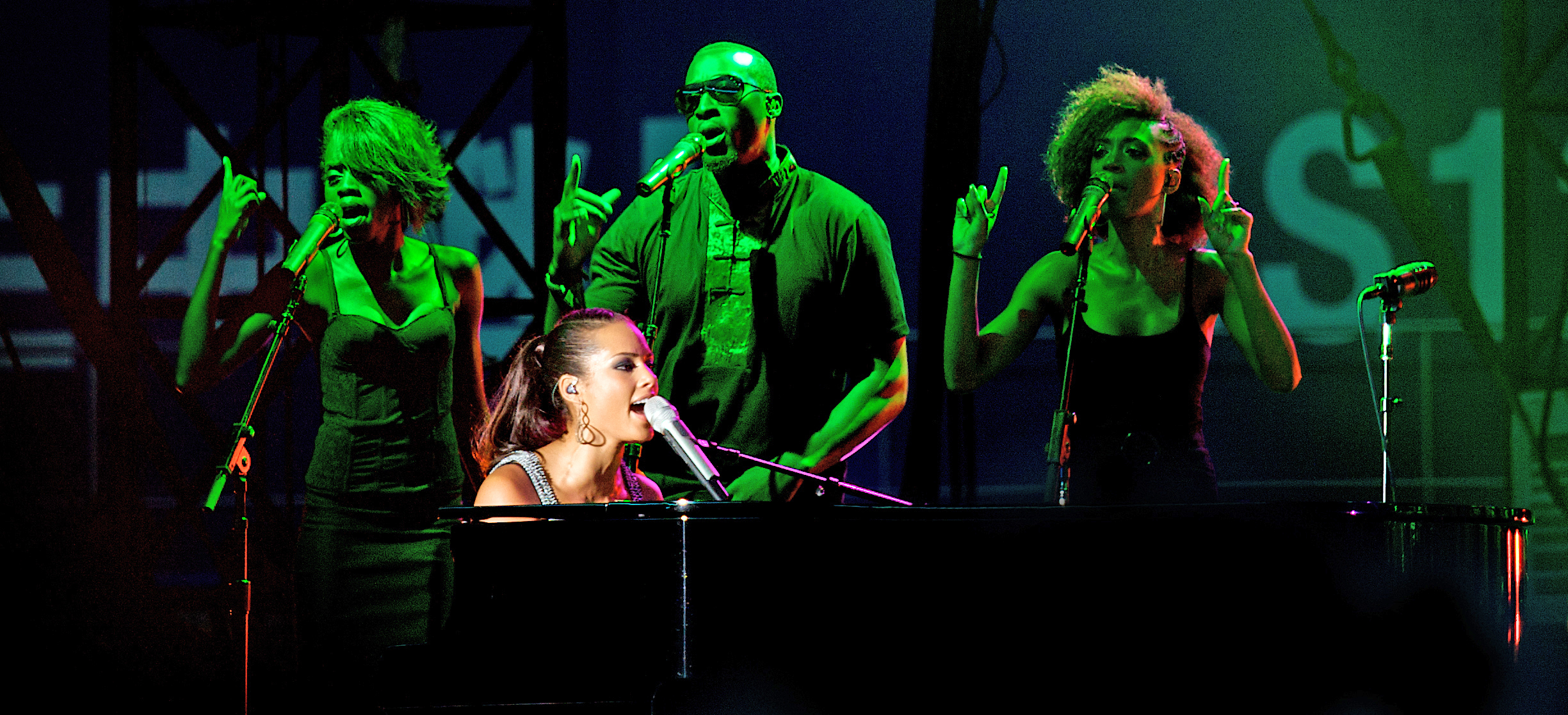
Alicia Keys în concert (Tokio, Japonia — 2008)

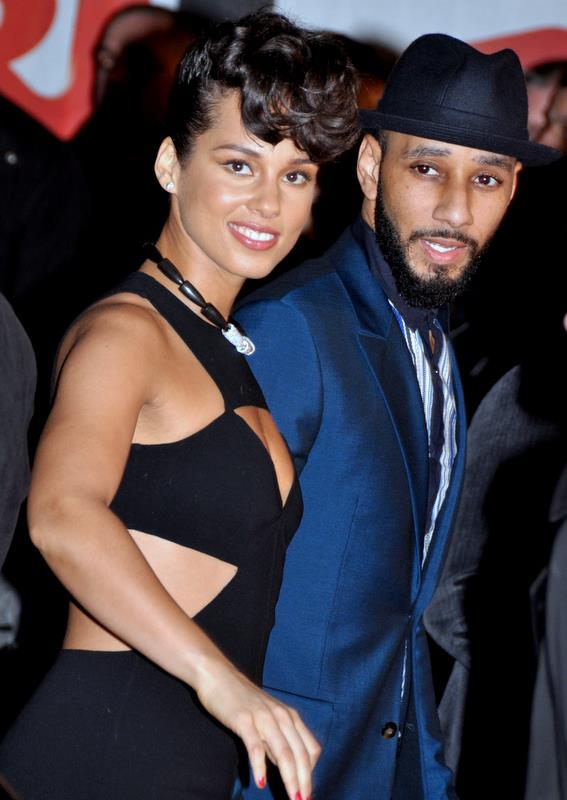
Keys și Swizz Beatz în 2013

La începutul anului 2009 Alicia Keys și managerul său, Jeff Robinson, au semnat un contract Disney, una din cele mai mari companii de producție cinematografică din lume, pentru care interpreta va juca în câteva pelicule și animații. Primul său film sub egida Disney va fi Abracadabra, o prelucrare a filmului original din anul 1958, în care Keys va interpreta rolul unei vrăjitoare care îl ispitește pe logodnicul rivalei sale. De asemenea Keys și Robinson și-au deschis propriul studio de producții cinematografice, numit Big Pita, Little Pita, unde interpreta se ocupă de producția, dramatismul, coloanele sonore ale filmelor, fiind și supraveghetor muzical.
Pe parcursul anului 2009 Alicia Keys a colaborat cu producătorul muzical Swizz Beatz pentru a crea cântecul „Million Dollar Bill”, care a fost inclus pe cel de-al șaptelea album de studio al interpretei Whitney Houston, intitulat I Look to You. De asemenea, Keys a conlucrat cu rapper-ul Jay-Z în vederea producerii cântecului „Empire State of Mind”. Fiind inclusă pe discul The Blueprint 3, piesa a devenit un șlagăr în S.U.A., câștigând prima poziție în clasamentul Billboard Hot 100. În mai 2009, Keys a fost implicată într-o controversă mediatică, în momentul în care Swizz Beatz făcea publică relația sa cu interpreta. Ulterior, tabloidul The Boston Globe anunța: „Swizz și înstrăinata sa soție, Mashonda, sunt implicați în prezent într-un divorț amar. El neagă declarațiile conform cărora Alicia este vinovată de încheierea mariajului său.”
În iunie 2009, Societatea Americană a Compozitorilor, Autorilor și Editorilor i-a încredințat Aliciei Keys premiul „Golden Note”, care este oferit interpreților „care au realizări remarcabile pe parcursul carierei”. Cel de-al patrulea album de studio al cântăreței, intitulat The Element of Freedom, a început să fie comercializat la finele anului 2009. Discul a debutat pe poziția secundă a ierarhiei Billboard 200, fiind comercializat în 417,000 de exemplare în săptămâna lansării. Pentru a promova acest material discografic, Keys a avut diferite apariții televizate la postul Black Entertainment Television. Primele două cântece promovate, „Doesn't Mean Anything” și „Try Sleeping with a Broken Heart” au evoluat bine, la modul general, în clasamentele de specialitate, sporind popularitatea albumului de proveniență. Cel de-al treilea disc single promovat, intitulat „Put It in a Love Song”, este o colaborare cu interpreta de muzică R&B Beyoncé Knowles, iar „Empire State of Mind (Part II) Broken Down” a fost promovat în Europa la începutul anului 2010. Într-un clasament realizat de revista Billboard, care îi ierarhizează pe cei mai prolifici interpreți ai anilor 2000, Keys se află pe poziția cu numărul cinci, iar șlagărul său, „No One”, se află pe treapta a șasea în topul celor mai de succes piese din ultimul deceniu. În mai a fost lansat și cel de-al cincilea single al albumului, „Un-Thinkable (I'm Ready)”, în colaborare cu rapper-ul Drake. Deși poziția maxima pe care a atins-o piesa în Billboard Hot 100 a fost 21, ea a fost pe primul loc în Hot R&B/Hip-Hop Songs pentru douăsprezece săptămâni consecutiv. A fost cel mai de succes cântec de pe album, al optulea cântec de pe primul loc pentru Keys și primul care atinge această poziție după cinci ani. Al șaselea și ultimul single al albumului, „Wait Til You See My Smile”, a fost lansat în luna decembrie 2010 în Regatul Unit.
În mai 2010, un apropiat de-al lui Keys și Swizz Beatz a confirmat că cei doi sunt logodiți și așteaptă un copil împreună. Keys și Beatz și-au făcut nunta pe insula franceză Corsica pe 31 iulie 2010. Pe 14 octombrie 2010, Keys a născut un băiat, Egypt Daoud Dean, în New York. Ea a înregistrat piesa „Speechless” alături de Eve, piesă dedicată fiului ei.
În iunie 2011, Songs in A Minor a fost relansat în variantele deluxe și de colecție pentru a sărbători cea de-a zecea aniversare a activității. În sprijinul acesteia, Keys a pornit într-un turneu promoțional, intitulat Piano & I: A One Night Only Event With Alicia Keys, în care a cântat la pian. Keys a co-produs premiera piesei Stick Fly de pe Broadway din decembrie 2011. La 26 septembrie 2011 a avut loc premiera scurt-metrajului Project 5, cunoscut ca Five, în care Alicia a debutat ca regizor. Este un documentar format din cinci episoade care spun povestea a cinci femei suferind de cancer la sân și felul în care acesta le-a afectat viețile. Epsioadele au fost co-regizate de Jennifer Aniston, Demi Moore și Patty Jenkins. În octombrie 2011, RCA Music Group a anunțat că va desființa J Records, Arista Records și Jive Records, astfel că Alicia își va lansa viitoarele materiale prin intermediul casei de discuri RCA Records.
Alicia Keys a fost luată în considerare pentru a juca rolul pianistei Philippa Schuyler, cea care era considerată a fi un copil supradotat în anii 1940, într-un film intitulat Compositions in Black and White. Scenariul peliculei se bazează pe cartea cu același nume, publicată de Kathryn Talalay în anul 1995.

### «Girl on Fire» (2012 — 2015)

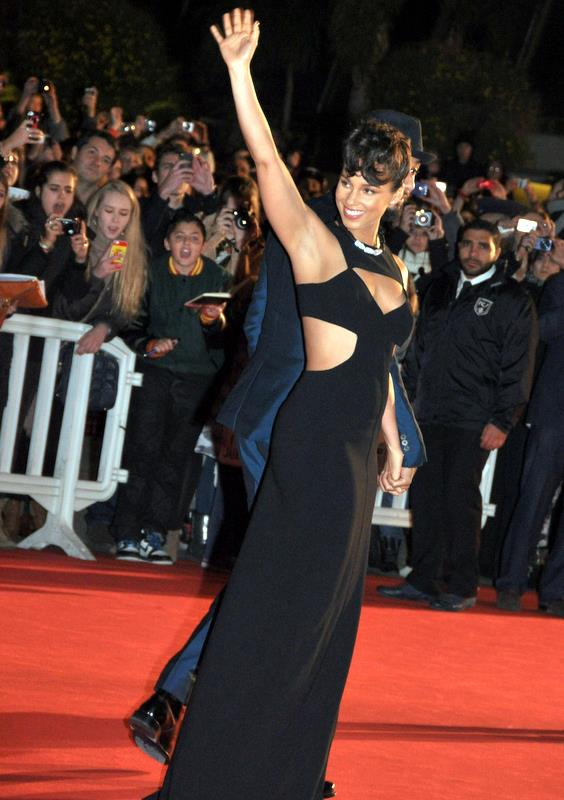
Alicia Keys la NRJ Music Awards 2013

Alicia Keys și-a lansat cel de-al cincilea album de studio, Girl on Fire, prin intermediul RCA Records la data de 22 noiembrie 2012. Alicia a menționat că ea vrea ca albumul să „elibereze” și să-i facă pe fani „mai puternici”. Single-ul principal al albumului a fost lansat pe 4 septembrie. Acesta a ajuns până pe locul al unsprezecelea în Billboard Hot 100, și a fost pentru prima dată interpretat de Alicia pe 6 septembrie la Premiile MTV Video Music 2012. „Girl on Fire” este un imn cu un ritm alert. „Brand New Me” a fost cel de-al doilea single al albumului. Această baladă a fost considerată mult mai diferită față de piesa principală a albumului.
A urmat lansarea cântecului „New Day”, la care a colaborat cu Dr. Dre și care a fost produs de 50 Cent. Următoarea piesă, „Not Even the King” a fost încărcată direct pe VEVO ca piesă promoțională. Versurile, scrise de Emeli Sandé, far referire la o dragoste adevărată pe care nici regele nu și-o poate permite. În septembrie 2012, Keys a colaborat cu Reebok la lansarea propriei colecții de teniși. În octombrie Keys a anunțat un parteneriat cu Bento Box Entertainment pentru crearea aplicației mobile „The Journals of Mama Mae and LeeLee” pentru iOS, despre relația unei tinere fete din New York City cu bunica sa. Această aplicație cuprinde două din cântecele Aliciei, „Follow the Moon” și „Unlock Yourself”.
În ianuarie 2013 Alicia Keys a semnat un parteneriat cu BlackBerry în vederea promovării produselor. Acesta nu a fost prelungit și în 2014. În iunie 2013, VH1 Storytellers a fost lansat pe CD și DVD. Alicia a colaborat și cu Maxwell la un EP.
În 2013 a interpretat un duet alături de cântăreața italiană Giorgia, intitulat „I Will Pray (Pregherò)”, ca al doilea single de pe albumul Gieorgiei, Senza Paura. În 2014, Alicia a colaborat cu Kendrick Lamar la piesa „It's on Again” de pe coloana sonoră a filmului The Amazing Spider-Man 2. În iulie 2014, Alicia și-a schimbat compania de impresariat, Red Light Management a lui Will Botwin cu Maverick a lui Ron Laffitte și Guy Oseary.
La 8 septembrie 2014 Alicia a încărcat videoclipul piesei „We Are Here” pe pagina sa de Facebook, urmată de un comentariu lung în care a descris motivațiile și inspirațiile din spatele cântecului. Alicia lucrează în prezent cu Pharrell Williams la lansarea celui de-al cincilea album, care va fi lansat în 2015. Într-un interviu acordat revistei Vibe, Alicia a declarat că sunetul noului album este unul mai „agresiv”. Una din piese se intitulează „Killing Your Mother”. Keys va interpreta și o piesă la pian, produsă de Diplo, care va apărea pe noul album al Madonnei. În noiembrie 2014 Keys a anunțat că va lansa o serie de cărți pentru copii. Prima se intitulează Blue Moon: From the Journals of MaMa Mae and LeeLee. Alicia a născut un al doilea băiat pe 27 decembrie 2014, pe nume Genesis Ali Dean. A jucat în rolul lui Skye Summers în al doilea sezon al serialului Empire, apărând pentru prima dată în episodul „Sinned Against”, care a fost difuzat pe 25 noiembrie 2015.

### «Here» șiThe Voice(2016 — prezent)
Pe 25 martie 2016, Keys a fost anunțată drept noul antrenor al sezonului al unsprezecelea al emisiunii The Voice. La 4 mai 2016, Keys a lansat primul ei disc single după patru ani, intitulat „In Common”. Pe 28 mai 2016, Keys a cântat la ceremonia de deschidere a Finalei Ligii Campionilor 2016 de pe San Siro din Milano. Cântecul a ajuns pe primul loc în clasamentul Billboard's Dance Club Songs pe 15 octombrie. Pe 20 iunie 2016, Keys a produs și a jucat într-un film de scurt metraj intitulat We Are Here. Acțiunea filmului se învârte în jurul lui Zara (Keys) și a familii sale care încearcă să fugă din Statele Unite în Mexic după ce mai multe atacuri cu bombă au distrus Los Angelesul, transformându-l într-o zonă de război. Pe 26 iulie 2016, Keys a cântat la Convenția Națională a Partidului Democrat, care s-a desfășurat la Philadelphia. În octombrie 2016, a lansat un single pentru albumul Here intitulat „Blended Family (What You Do For Love)” în colaborare cu A$AP Rocky. Pe 1 noiembrie, Keys a lansat scurt-metrajul „The Gospel”, care a însoțit albumul. Here a fost lansat pe 4 noiembrie și a ajuns pe locul al doilea în topul Billboard 200, devenind al șaptelea său album care se clasează în primele zece. A ajuns și pe primul loc în clasamentul R&B/Hip-Hop Albums, fiind al șaptelea care reușește această performanță.

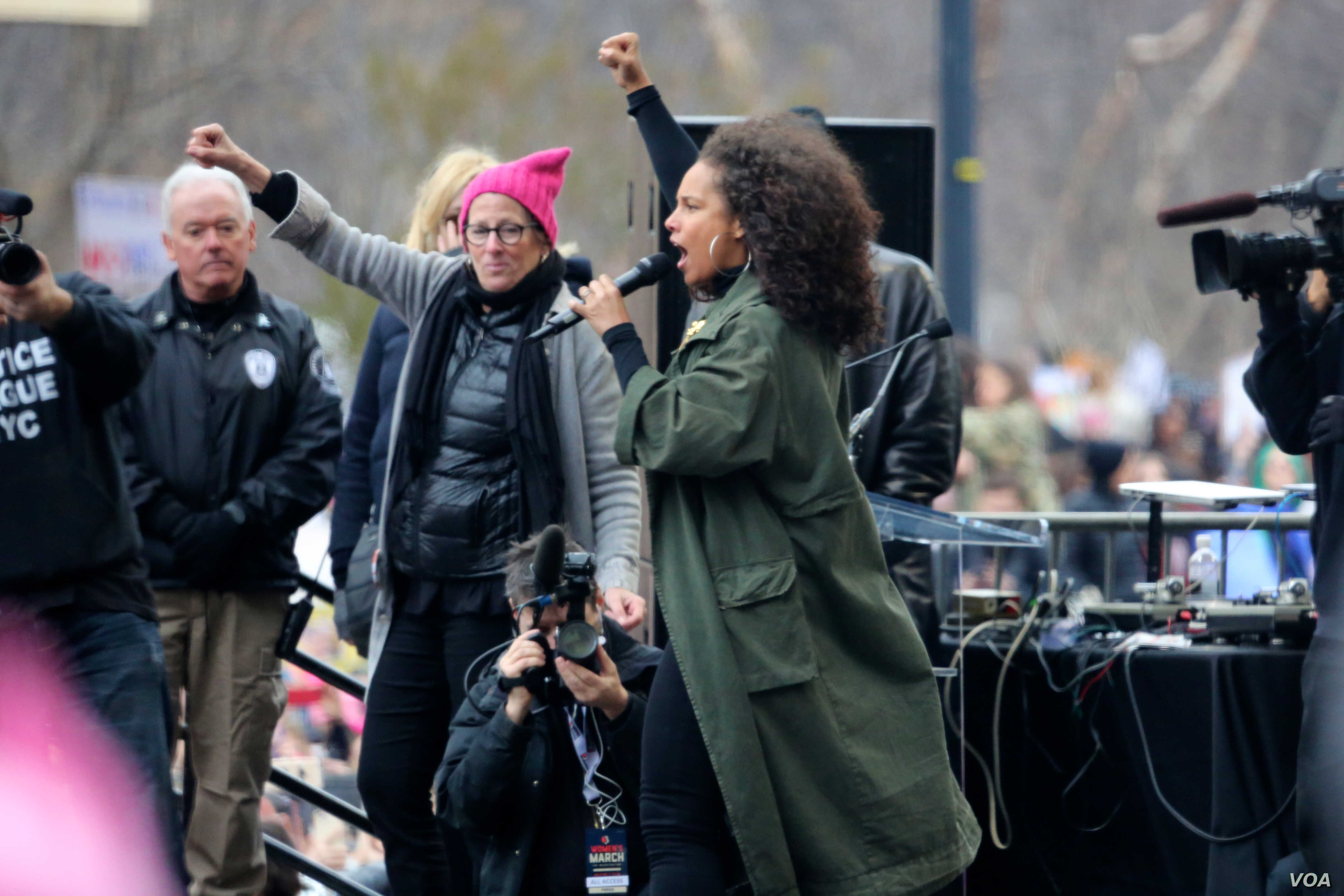
Keys protestând la Marșul Femeilor din martie 2017

În ianuarie 2017 a lansat melodia „That’s What’s Up”, care este o reimaginare a părții recitate a cântecului „Low Lights” interpretat de Kanye West. În sezonul al doisprezecelea al The Voice, Alicia a fost antrenoare pentru al doilea an consecutiv. Cântărețul antrenat de ea, Chris Blue, a câștigat competiția în finala difuzată pe 23 mai  2017. Tot în mai, într-un interviu pentru Entertainment Tonight, Alicia a anunțat că lucrează la cel de-al șaptelea album de studio. Într-o scrisoare adresată fanilor ei, la aniversarea de zece ani de la lansarea lui 'As I Am', ea a anunțat faptul că albumul este aproape gata. Pe 17 septembrie 2017, Keys a concertat la Rock in Rio. Pe 18 octombrie 2017, NBC a anunțat că se va întoarce în sezonul al paisprezecelea al The Voice, după o pauză de un an, alături de veteranii Levine, Shelton, și noua antrenoare Kelly Clarkson. A compus și a scris versurile cântecului „We Are Here”, care a apărut în scurt-metrajul We Rise; filmul a făcut parte din expoziția „Hotbed” a muzeului New-York Historical Society despre votul femeilor, care a avut loc din 3 noiembrie 2017 până în 25 martie 2018. Pe 5 decembrie 2017, cântărețul de hip-hop Eminem a dezvăluit faptul că va colabora cu Keys la piesa „Like Home” pentru cel de-al nouălea album al său, Revival.
Pe 2 februarie 2018, Keys și Justin Timberlake au lansat piesa „Morning Light”, care face parte din cel de-al cincilea album de studio al său, Man of the Woods. Pe 15 ianuarie 2019, Keys a fost anunțată ca gazdă a Premiilor Grammy 2019, fiind pentru prima dată când Alicia Keys a fost numită drept maestră de ceremonii după Music's Biggest Night.

## Stilul muzical

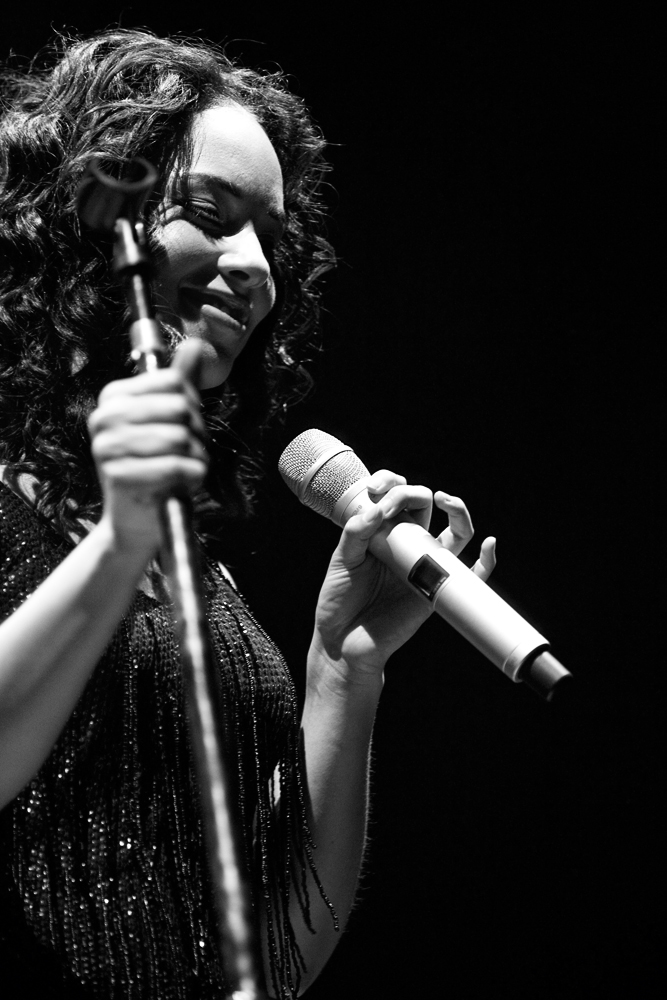
Alicia Keys în concert
(Lisabona — 19 martie 2008)

Fiind o pianistă desăvârșită, Keys incorporează pianul frecvent în compozițiile sale, abordând teme precum feminismul, iubirea și eșecul amoros. Printre interpreții care au influențat-o cel mai puternic se numără Prince, Nina Simone, Barbra Streisand, Marvin Gaye, Quincy Jones, Donny Hathaway și Stevie Wonder. Stilul muzical abordat de interpretă își are rădăcinile în muzica gospel și cea soul, fiind complementat de chitare bas și tobe sincronizate. Keys încorporează adesea pianul clasic în muzica sa, făcându-l să fuzioneze cu stiluri precum R&B, soul și jazz, însă odată cu lansarea albumului As I Am, interpreta a început să experimenteze și alte genuri muzicale, precum pop sau rock. Criticul muzical Patrick Huguenin, de la New York Daily News, este de părere că incluziunea riff-urilor de pian în muzica interpretei a fost factorul care i-a asigurat succesul timpuriu. Revista Jet este de părere că Alicia „prosperă” prin „măiestria pianului, cuvinte și o voce melodioasă”. Ziarul britanic The Independent îi examina stilul muzical, spunând că este compus din „muzică blues măgulitoare, susținută prin ritmuri hip-hop”, observând că versurile ei „foarte rar se abat de la chestiuni amoroase”. Revista Blender o numea pe Keys „prima interpretă de muzică pop a noului mileniu care este capabilă să producă o schimbare.”
Profilul vocal al interpretei se încadrează în categoria altistelor, iar întinderea sa vocală măsoară aproximativ trei octave. Fiind numită adesea „Prințesa muzicii soul”, Keys a fostă apreciată pentru „vocea sa puternică, curată și pasionată”, însă unii critici au simțit că glasul său este „fabricat din punct de vedere emoțional”, interpreta cântând adesea în afara tessiturii naturale. Compozițiile Aliciei Keys au fost de multe ori criticate pentru lipsa de profunzime, abilitățile sale de textieră fiind puse la îndoială. Versurile pieselor sale au fost numite „generice, clișee care gravitează în jurul banalităților.” Jurnalistul Greg Kot, de la Chicago Tribune, spunea despre muzica interpretei că „țintește spre statutul de hit, neavând nicio viziune artistică”. Totuși, Jon Pareles de la revista Blender a declarat că liniile melodice ale cântecelor sale compensează existența versurile slabe, iar Gregory Stephen Tate de la The Village Voice compara compozițiile lui Keys cu muzica anilor 1970.
Joanna Hunkin de la ziarul The New Zealand Herald a participat la unul dintre concertele Aliciei Keys, în public aflându-se și cântăreața Kylie Minogue. Ulterior jurnalista spunea că Minogue „era la fel de captivată de spectacol, ca și ceilalți 10,000 de oameni prezenți”. Hunkin și-a continuat recenzia, spunând despre Minogue că „era prințesa muzicii pop care se înclina în fața reginei muzicii soul”. Jurnalista a caracterizat interpretarea de început a lui Keys, numind-o „izbitoare, hiper-giratorie”, continuând cu aprecieri asupra energiei interpretei, declarând despre aceasta următoarele: „[este o] energie cu cifră octanică înaltă, pe care cele mai multe formații ar păstra-i pentru finalul recitalurilor.” La finele recitalului său, publicul „țipa și implora pentru un nou bis”. Hillary Crosley și Mariel Concepcion de la revista Billboard remarcau faptul că interpretările Aliciei Keys sunt „extrem de coordonate”, atenția publicului fiind în „permanență captivată”. Conform aceleiași recenzii, spectacolul respectiv s-a încheiat cu ovațiile publicului, Keys „dovedind că o interpretare dinamică, în combinație cu muzica superioară întotdeauna câștigă”.
Pe parcursul carierei sale, Keys a câștigat numeroase premii și este inclusă în lista celor mai bine vânduți interpreți în S.U.A., având paisprezece milioane de albume comercializate în regiune. Totuși, la nivel internațional, albumele sale au fost distribuite în peste treizeci de milioane de copii, Alicia Keys devenind unul dintre cei mai bine vânduți muzicieni ai tuturor timpurilor.

## Filantropie și acțiuni de caritate

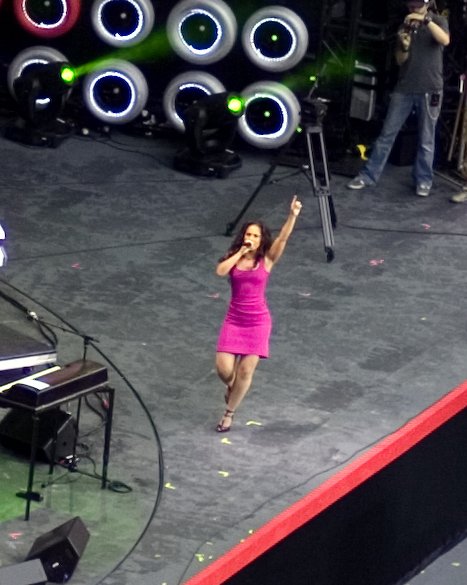
Alicia Keys cântând în East Rutherford, recitalul său fiind o parte a seriei de concerte Live Earth.

Alicia Keys este membru co-fondator și ambasador la nivel internațional al organizației non-profit Keep a Child Alive, care se ocupă cu distribuirea medicamentelor în zonele afectate de HIV și SIDA din Africa. De asemenea, interpreta se implică adesea în diverse acțiuni de caritate. Spre exemplu, la finele anului 2005, Keys și liderul formației U2, Bono, au înregistrat piesa „Don't Give Up”, care a fost lansată la data de 1 decembrie, în „Ziua mondială de luptă împotriva maladiei SIDA”; toate profiturile obținute în urma comercializării acestui disc au fost utilizate în scopuri filantropice. Pe parcursul anului 2006 Keys a vizitat câteva țări africane, precum Uganda sau Kenya, pentru a promova lupta împotriva maladiei HIV. Acțiunile de caritate ale interpretei au fost înregistrate și încorporate într-un documentar intitulat Alicia in Africa: Journey to the Motherland, disponibil publicului începând cu aprilie 2008.
Alicia Keys a susținut financiar organizația non-profit „Frum tha Ground Up”, care oferă copiilor și adolescenților nevoiași burse de studiu. La data de 2 iulie 2005, interpreta a susținut un recital în Philadelphia, Pennsylvania, parte a seriei internaționale de concerte caritabile Live 8. Pe parcursul aceluiași an, Keys a cântat în cadrul mai multor concerte care au avut ca scop strângerea de fonduri pentru refacerea zonelor devastate de uraganul Katrina. La data de 7 iulie 2007 Keys și Keith Urban au interpretat șlagărul „Gimme Shelter” în East Rutherford, New Jersey, recitalul lor fiind parte componentă a seriei internaționale de concerte caritabile Live Earth, menite să încurajeze activismul împotriva încălzirii globale.
Pentru a aduce un omagiu victimelor atentatele din 11 septembrie 2001, Keys a interpretat piesa „Someday We'll All Be Free” în cadrul recitalului caritabil America: A Tribute to Heroes. De asemenea, la data de 11 decembrie 2007, interpreta a participat la concertul organizat cu ocazia oferirii premiului Nobel pentru pace din Oslo, Norvegia, alături de alți artiști. Pe parcursul anului 2008, Keys a conlucrat cu Joss Stone și Jay-Z pentru a realiza un cântec dedicat campaniei prezidențiale susținute de Barack Obama. Ca răsplată a acțiunilor filantropice, Alicia Keys a primit o distincție în cadrul premiilor BET 2009, fiindu-i onorate contribuțiile umanitare. La data de 22 ianuarie 2010, Alicia Keys a participat la teledonul organizat în favoarea victimelor seismului care a lovit statul Haiti la începutul aceluiași an.

## Discografie
Albume de studio
- Songs in A Minor (2001)
- The Diary of Alicia Keys (2003)
- As I Am (2007)
- The Element of Freedom (2009)
- Girl on Fire (2012)
- Here (2016)

Albume în concert
- Unplugged (2005)
- VH1 Storytellers (2013)

## Premii Grammy

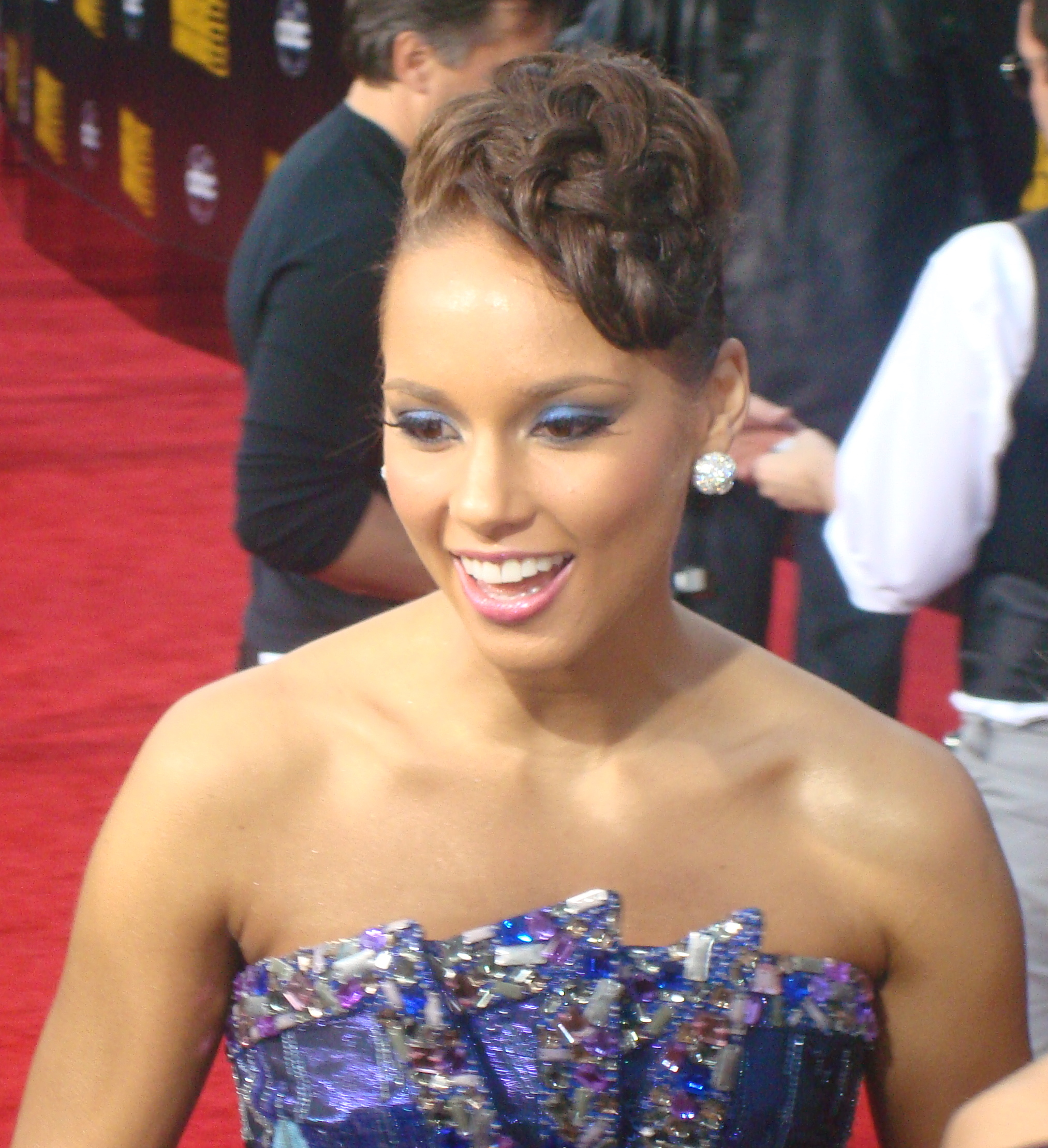
Alicia Keys pe covorul roșu la cea de-a treizeci și șaptea ediție a American Music Award

Premiile Grammy sunt prezentate anual de către „Academia Națională a Artelor și Științelor de Înregistrări” din S.U.A.. Alicia Keys a câștigat doisprezece premii dintre cele douăzeci și patru de nominalizări primite.
| Anul | Titlul înregistrării premiate              | Distincția                                   | Rezultatul   |
| ---- | ------------------------------------------ | -------------------------------------------- | ------------ |
| 2002 | —                                          | „Debutul anului”                             | Câștigat     |
| 2002 | „Fallin'”                                  | „Înregistrarea anului”                       | Nominalizare |
| 2002 | „Fallin'”                                  | „Cântecul anului”                            | Câștigat     |
| 2002 | „Fallin'”                                  | „Cea mai bună interpretă de muzică R&B”      | Câștigat     |
| 2002 | „Fallin'”                                  | „Cel mai bun cântec R&B”                     | Câștigat     |
| 2002 | Songs in A Minor                           | „Cel mai bun album R&B”                      | Câștigat     |
| 2005 | The Diary of Alicia Keys                   | „Albumul anului”                             | Nominalizare |
| 2005 | „If I Ain't Got You”                       | „Cântecul anului”                            | Nominalizare |
| 2005 | „If I Ain't Got You”                       | „Cea mai bună interpretă de muzică R&B”      | Câștigat     |
| 2005 | „Diary” (împreună cu Tony! Toni! Toné!)    | „Cea mai bună colaborare R&B”                | Nominalizare |
| 2005 | „My Boo” (împreună cu Usher)               | „Cea mai bună colaborare R&B”                | Câștigat     |
| 2005 | „My Boo” (împreună cu Usher)               | „Cel mai bun cântec R&B”                     | Nominalizare |
| 2005 | „You Don't Know My Name”                   | „Cel mai bun cântec R&B”                     | Câștigat     |
| 2005 | The Diary of Alicia Keys                   | „Cel mai bun album R&B”                      | Câștigat     |
| 2006 | „Unbreakable”                              | „Cea mai bună interpretă de muzică R&B”      | Nominalizare |
| 2006 | „If This World Were Mine”                  | „Cea mai bună colaborare R&B”                | Nominalizare |
| 2006 | „If I Was Your Woman”                      | „Cea mai bună interpretare R&B tradițională” | Nominalizare |
| 2006 | „Unbreakable”                              | „Cel mai bun cântec R&B”                     | Nominalizare |
| 2006 | Unplugged                                  | „Cel mai bun album R&B”                      | Nominalizare |
| 2008 | „No One”                                   | „Cea mai bună interpretă de muzică R&B”      | Câștigat     |
| 2008 | „No One”                                   | „Cel mai bun cântec R&B”                     | Câștigat     |
| 2009 | „Lesson Learned” (împreună cu John Mayer)  | „Cea mai bună colaborare pop”                | Nominalizare |
| 2009 | „Superwoman”                               | „Cea mai bună interpretă de muzică R&B”      | Câștigat     |
| 2009 | „Another Way to Die”                       | „Cel mai bun videoclip (scurt)”              | Nominalizare |
| 2011 | „Empire State of Mind” (împreună cu Jay-Z) | „Înregistrarea anului”                       | Nominalizare |
| 2011 | „Empire State of Mind” (împreună cu Jay-Z) | „Cea mai bună colaborare rap”                | Câștigat     |
| 2011 | „Empire State of Mind” (împreună cu Jay-Z) | „Cea mai bună interpretă de muzică rap”      | Câștigat     |
| 2014 | „Girl on Fire”                             | „Cel mai bun album de R&B”                   | Câștigat     |
| 2015 | „Girl” (colaborare)                        | „Albumul anului”                             | Nominalizare |